# Englandssjöarna
Englandssjöarna är varandra näraliggande sjöar i Habo kommun i Västergötland och ingår i Motala ströms huvudavrinningsområde.
- Englandssjöarna (Brandstorps socken, Västergötland, 643561-139851), sjö i Habo kommun, 58°01′58″N 14°05′14″Ö / 58.0329°N 14.0872°Ö
- Englandssjöarna (Brandstorps socken, Västergötland, 643580-139859), sjö i Habo kommun, 58°02′05″N 14°05′19″Ö / 58.0346°N 14.0885°Ö